# Francesco Rosi
Pour les articles homonymes, voir Rosi.
Francesco Rosi, né le 15 novembre 1922 à Naples (Italie) et mort le 10 janvier 2015 à Rome, est un réalisateur et scénariste italien, connu pour ses films engagés politiquement. Il est parfois crédité sous le nom Franco Rosi.

## Biographie

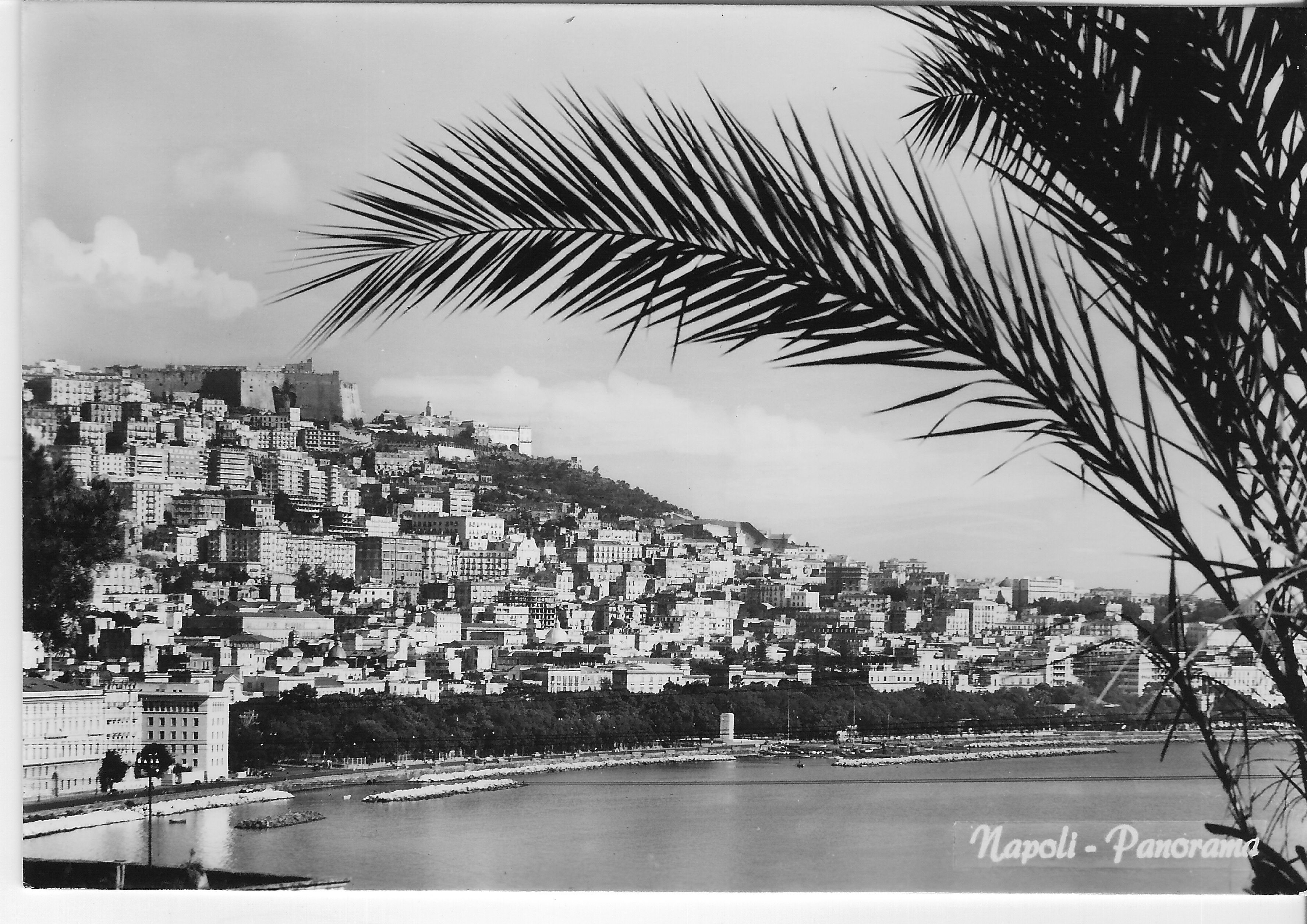
Panomara du quartier de Chiaia à Naples dans les années 1960.

Francesco Rosi est né à Naples, dans le quartier de Montecalvario, le 15 novembre 1922, fils de Sebastiano Rosi, un Calabrais directeur d'une agence maritime et caricaturiste pour les périodiques de la ville Monsignor Perrelli et Vaco'e pressa, et d'Amalia Carola, femme au foyer napolitaine d'origine espagnole. En 1930 naît son frère Massimo qui va devenir un architecte célèbre. La famille Rosi déménage bientôt dans Naples, d'abord Via Cesare Rossaroll, puis Viale Regina Elena et enfin Via San Pasquale, dans le quartier de Chiaia. Enfant, le jeune Francesco apprécie le cinéma d’aventures américain au point qu’il gagne un concours et un voyage à Hollywood, que sa mère le découragera de mener à bien. Pendant l'été, Francesco passe ses vacances à Pausilippe, où il rencontre Raffaele La Capria, avec qui il partage l'amour de la mer, de l'amitié fraternelle et du travail. Francesco fréquente l'école primaire Teresa Ravaschieri de Via Bausan, puis, à partir de 1934, le lycée Umberto I. C'est là qu'il se lie d'amitié avec ceux qui seront ses compagnons de toujours, liés par l'amour de la culture et du militantisme politique : Giorgio Napolitano, Antonio Ghirelli (it), Francesco Compagna, Achille Millo (it), Giuseppe Patroni Griffi, Maurizio Barendson (it) et Rosellina Balbi (it),.

### Formation
En 1940, au plus fort de la guerre, Rosi s'inscrit à la faculté de droit de l'université Frédéric-II de Naples. L'amitié entre les « ragazzi di Via Chiaia » (litt. « garçons de Via Chiaia ») se poursuit même à l'université : ils apprécient le théâtre, le cinéma, la littérature et fréquentent le Circolo degli Illusi de Via Crispi, où ils mettent en scène des pièces en un acte de Giuseppe Patroni Griffi, Antonio Ghirelli (it) et Giorgio Napolitano eux-mêmes. Ils fréquentaient le théâtre Mercadante et passaient leur temps au bureau de l'hebdomadaire du gruppo universitario fascista à Naples, IX Maggio. Le 3 février 1943, Rosi est appelé sous les drapeaux et part donc à Florence, au 7e Autieri, pour suivre le 5e cours de formation préparatoire. Il y rencontre Enzo Papoff et Mario Ferrero (it). Après l'armistice de Cassibile, Rosi se réfugie dans « il buco » (litt. « le trou »), la maison de Ferrero, pour éviter d'être arrêté par les Allemands. Il y passe des soirées à discuter avec Carlo Pucci, le neveu d'Ernesto Rossi, Nello Traquandi (it) et Carlo Ludovico Ragghianti, l'un de ses premiers professeurs : « Avec eux, nous parlions de la Résistance, du fascisme, du Parti d'action. Nous parlions de ce qu'on pourrait faire après la Libération, quels seraient les programmes. Et nous lisions ».
En 1944, il collabore avec Radio Napoli, dirigée par Italo De Feo (it) ; il rencontre le réalisateur Ettore Giannini, travaille avec Luigi Compagnone (it), avec Tommaso Giglio (it) et Raffaele La Capria. En 1945, il rejoint la rédaction d'un bimensuel de littérature et d'art, Sud (it), fondé par Pasquale Prunas, toujours avec ses amis de toujours : La Capria, Patroni Griffi, Barendson, ainsi qu'Anna Maria Ortese, Carla de Riso, Luigi Compagnone et Mario Stefanile. Francesco Rosi dessine un livret d'apprentissage et illustre une édition des Aventures d'Alice au pays des merveilles. Il invente des histoires et les dessine. Il part ensuite à Milan pour travailler au journal Milano Sera, où Alfonso Gatto et Ghirelli travaillent déjà comme journalistes. En 1946, il s'installe à Rome et rejoint la Compagnia del Teatro Quirino d'Orazio Costa ; Ettore Giannini lui offre un poste d'assistant pour O voto de Salvatore Di Giacomo. En 1947, il se consacre également au cinéma : il joue avec Nino Taranto dans le film Dove sta Zazà? (it) de Giorgio Simonelli. Puis il fait une tournée en Italie avec un spectacle de revue : E lui dice di Benecoste, avec la Compagnia del Quattro Fontane d'Adolfo Celi.

### Débuts au cinéma

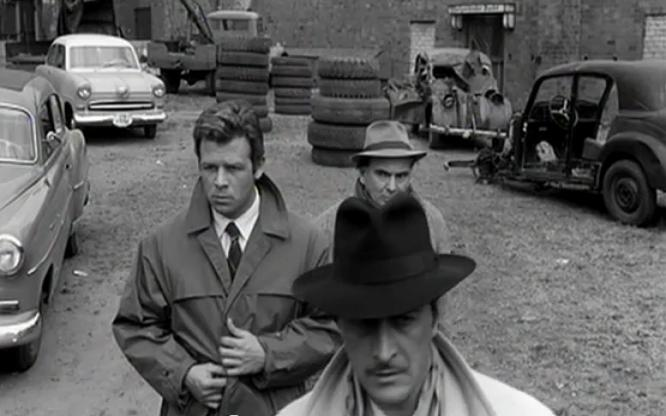
Une scène de Profession Magliari (1959), une des premières réalisations de Rosi.

Il prépare une étude sur I Malavoglia de Giovanni Verga pour participer au concours d'admission au Centro sperimentale di cinematografia. Mais Luchino Visconti l'engage comme assistant réalisateur, avec Franco Zeffirelli, pour le film La terre tremble : il signe le contrat le 28 octobre 1947. « L'opportunité m'a été donnée par mon ami Achille Millo, à qui Visconti avait proposé d'être son assistant pour La terre tremble. Millo voulait plutôt continuer à être un acteur, il a donc parlé de moi à Visconti, qui n'a eu aucune difficulté à m'accepter. Visconti, avec le goût qu'il a toujours eu pour l'avant-garde, pour la provocation, avait réuni un groupe de personnes qui n'avaient jamais fait de films ; il était le seul qui en avait déjà fait un, et pas n'importe lequel : Les Amants diaboliques ».
Avec Luchino Visconti, il a également collaboré, en tant qu'assistant-réalisateur, à Senso (1953) et en tant que scénariste, aux côtés de Suso Cecchi D'Amico, à Bellissima. « Infatigable, Visconti était le chef d'une entreprise, ainsi que l'auteur et le réalisateur d'un film ; dur et en même temps juste, compréhensif [...]. Il a mis ses collaborateurs dans la position la plus difficile, mais aussi la plus excitante, pour apprendre ».
Dans les années 50, Francesco Rosi poursuit son activité d'assistant-réalisateur et de scénariste : il travaille comme assistant-réalisateur sur Bannie du foyer et Le Fils de personne de Raffaello Matarazzo ainsi que de Dimanche d'août et Paris est toujours Paris de Luciano Emmer.
En 1952, il écrit le scénario du film Les Coupables de Luigi Zampa avec Ettore Giannini. En tant qu'assistant-réalisateur, il a collaboré avec Michelangelo Antonioni dans Les Vaincus. Il a également repris la mise en scène de Les Chemises rouges, à la suite du départ de Goffredo Alessandrini.
En 1953, il est à nouveau assistant-réalisateur et scénariste avec Ettore Giannini, qui réalise Le Carrousel fantastique. En 1954, il est assistant-réalisateur de Mario Monicelli dans Du sang dans le soleil et d'Emmer dans L'Amour au collège. Avec Gianni Scognamiglio, il adapte des textes d'Antonio Petito et de Pasquale Altavilla pour la radio. Il a supervisé la réalisation de la série radiophonique Le novantanove disgrazie di Pulcinella de Carlo Guarini diffusée entre 1955 et 1956.
En 1956, il est scénariste et assistant-réalisateur dans Le Bigame de Luciano Emmer et, cette fois en tant que co-réalisateur aux côtés de Vittorio Gassman, dans Kean.
L'année suivante, Rosi écrit un scénario adapté du roman de B. Traven, Le Vaisseau des morts, l'histoire d'un sans-papiers. Mais le film Le carrette del mare ne sera jamais réalisé.

### Premières réalisations
« La vita di un regista sono i suoi film. Non tutta la sua vita certo, ma quella parte di essa attraverso la quale ha espresso la sua relazione con il mondo, con le idee e con gli uomini. »
— Francesco Rosi

« La vie d'un cinéaste, ce sont ses films. Pas toute sa vie, bien sûr, mais la partie de celle-ci à travers laquelle il exprime son rapport au monde, aux idées et aux hommes. »
En 1958, Rosi présente son premier long métrage, Le Défi, à la Mostra de Venise 1958, qui est bien accueilli par la critique et le public. À travers l'histoire de Vito Polara, le réalisateur raconte l'évolution de la criminalité napolitaine, qui découvre d'autres activités plus rentables que la contrebande et comprend progressivement l'importance des liens avec la politique. C'est le passage d'une camorra respectueuse des règles internes à une camorra fondée sur un individualisme arrogant, la recherche du profit à tout prix, jusqu'à enfreindre le code pénal de l'omertà. C'est le début de l'utilisation de cette méthode historico-analytique que Rosi combinera dans ses films avec son esthétique cinématographique. La lumière, les ombres, les cadrages, les compositions des scènes dans lesquelles les protagonistes et les co-protagonistes occupent des espaces géométriques délibérés et étudiés dès les story-board que dessine le réalisateur, marqueront le style de Francesco Rosi. Après avoir lu The Gallery de John Horne Burns (en), il en écrit une adaptation cinématographique, qui reste cependant lettre morte ; il réalise un autre film, dont l'action se déroule dans ce qui était alors l'Allemagne de l'Ouest : Profession Magliari (1959) avec Alberto Sordi, Renato Salvatori et Belinda Lee.

### DeSalvatore GiulianoàLa Belle et le Cavalier

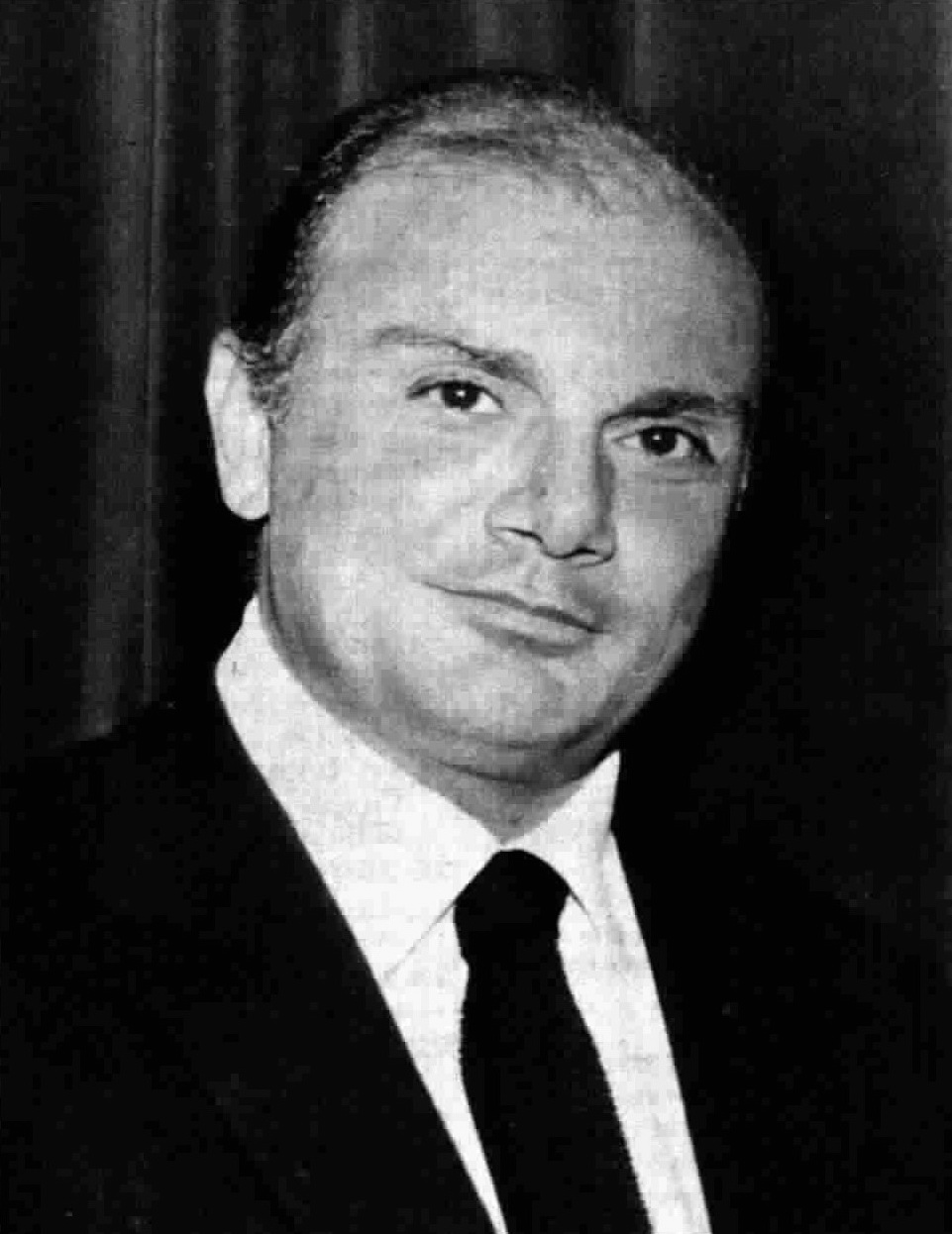
Francesco Rosi en 1964.

Selon Rosi, « Chercher la vérité avec un film ne signifie pas vouloir découvrir les auteurs d'un crime, cela revient aux juges et aux policiers, qui le font parfois au prix de leur vie et c'est à eux que vont nos pensées reconnaissantes. Chercher la vérité avec un film signifie mettre en relation les origines et les causes des événements racontés avec les effets qui en sont la conséquence ». En 1962 sort Salvatore Giuliano. « Pour réaliser le film qu'il avait en tête, Rosi a dû inventer une toute nouvelle manière de raconter que nous appellerions chorale ou épique si elle n'était pas avant tout réaliste ». L'année suivante, il dirige Rod Steiger, Salvo Randone, Guido Alberti et Carlo Fermariello dans Main basse sur la ville (1963), dans lequel il dénonce courageusement la collusion existant entre les différents organes de l'État et les scandales immobiliers à Naples et ses environs. La ville dans les œuvres de Rosi devient le symbole d'une condition qui est celle du Sud et du pays tout entier. Rosi raconte la spéculation immobilière, la relation entre le pouvoir politique, économique et criminel. Le film a reçu le Lion d'or à la Mostra de Venise 1963. La même année, il met en scène In memoria di una signora amica (1963), une pièce de Giuseppe Patroni Griffi, avec Lilla Brignone, Pupella Maggio et Lia Thomas, qui est présentée le 10 octobre 1963 au théâtre La Fenice de Venise, dans le cadre du XXIIe Festival international du théâtre en prose. Ensuite, il se consacre à Le Moment de la vérité (1965), un film qui ne parle pas que de tauromachie, mais d'Espagne, de pauvreté et de la démonstration qu'une personne exclue de la société n'a en réalité que peu de libre arbitre et se retrouve acculée à certains choix de vie qui peuvent la mener à sa perte. Rosi change ensuite de registre en abordant un livre qui le fascine : Le Conte des contes de Giambattista Basile, dont il s'inspire pour son nouveau film La Belle et le Cavalier (1967), avec Sophia Loren et Omar Sharif, qui venait de remporter un grand succès avec le colossal Le Docteur Jivago de David Lean. La fable est distillée à travers des éléments historiques et contemporains tels que la pauvreté, la superstition et l'organisation féodale du pouvoir dans le Mezzogiorno.

### La rencontre avec Gian Maria Volonté
En 1970, Francesco Rosi réalise Les Hommes contre (1970), un autre film qui lui vaut d'être dénoncé pour outrage. Adapté du roman homonyme d'Emilio Lussu, Les Hommes contre est un film contre l'image rhétorique de la guerre, un film contre toutes les guerres : « J'ai décrit la guerre d'une manière presque organique pour faire ressortir son horreur et son absurdité ». Tourné dans les montagnes de l'arrière-pays istrien, à quelques kilomètres de Rijeka (Fiume), dans des conditions difficiles pour les acteurs et les cadreurs, le film ne concède rien à l'emphase patriotique ; aucune exaltation ni du devoir ni des jeunes paysans envoyés au massacre. Rosi, sentant qu'un bouleversement se produit même dans le concept de la mort, « a résolument mis de côté les fioritures, la nostalgie et les emprunts au XIXe siècle pour s'attaquer à l'affaire privée avec une passion si froide qu'elle se dilue dans une affaire publique. Le massacre dans le film est encore plus absurde et injustifiable que celui du roman ». Le film marque le début de l'association avec Gian Maria Volonté, un acteur d'une grande force d'interprétation, aussi rigoureux et méticuleux que Rosi même dans la documentation et la préparation d'un personnage : « Volonté est un grand acteur et un homme intelligent qui s'engage sur les questions, qui comprend et fait comprendre au spectateur les aspects les plus cachés d'un personnage ». Volonté a ensuite joué dans L'Affaire Mattei (1972), un film où Rosi dénonce les pouvoirs de l'industrie pétrolière, responsable de l'assassinat d'Enrico Mattei, en 1972. Un an plus tard, Volonté incarne le mafieux Lucky Luciano, dans un film qui se fait l'antithèse du thriller de mafieux hollywoodien comme Le Parrain de Coppola (1972) pour développer un « film-dossier » comme le Z de Costa-Gavras (1969), un assemblage complexe de pièces dont même les lacunes ont un sens. En outre, Jean-Baptiste Thoret fait remarquer que Rosi se refuse à toute romantisation du gangster comme le font les films américains.

« Ce n'est pas la représentation des événements - aussi tragiques et spectaculaires qu'ils puissent être - qui intéresse Rossi, mais l'étude des mécanismes qui les ont provoqués. Rosi ne raconte pas, ne plaide pas : il enquête, il dissèque, il décrypte, il analyse, il s'interroge, il "instruit", au sens juridique du terme. Sa méthode exclut l'émotion strictement dramatique pour ne laisser place qu'à la seule intelligence des faits. Comprendre et aider à comprendre : tel est son but. A ses yeux, la réalité dépasse toujours la fiction. Une réalité qu'il réinvente, a-t-il dit, "en termes de spectacle, afin de découvrir la signification idéologique, sociale et morale qui est à l'arrière-plan" »

— Jean de Baroncelli
Enfin, Volonté et Rosi collaborent pour Le Christ s'est arrêté à Eboli (1979), d'après le roman homonyme de Carlo Levi, qui mettait également en scène deux actrices internationales que Rosi appréciait beaucoup : Irène Papas et Lea Massari.

### DeCadavres exquisàLa Trêve

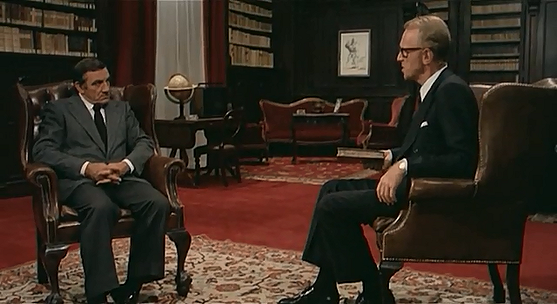
Lino Ventura et Max von Sydow dans Cadavres exquis (1976).

« Je soutiens, et c'est la méthode que j'ai utilisée dans mes films, qu'il faut créer une certaine distance par rapport aux événements pour pouvoir mieux les lire et aussi pour pouvoir intégrer un maximum de notions afin de se rapprocher de la vérité. Et c'est pourquoi le film prend du temps ». En 1976, le réalisateur connaît un autre grand succès avec le film Cadavres exquis, adapté du roman Le Contexte de Leonardo Sciascia, avec d'autres grands acteurs : Lino Ventura, Charles Vanel, Fernando Rey, Max von Sydow et Tino Carraro. En sous-texte, Cadavres exquis aborde le sujet très politique de la stratégie de la tension et du réseau Gladio, les unités clandestines « stay-behind » de l'OTAN en Italie,. Rosi a ensuite de nouveau du succès avec son film suivant, Trois Frères (1981), avec Philippe Noiret, Michele Placido et Vittorio Mezzogiorno, où il aborde la morosité de l'Italie du début des années 1980, entre luttes syndicales en déclin comme l'a montré la marche des quarante mille, malaise social et derniers soubresauts du terrorisme. Trois ans plus tard, il réalise une adaptation cinématographique de Carmen (1984) avec Plácido Domingo. Il travaille ensuite sur Chronique d'une mort annoncée (1987), d'après le roman homonyme de Gabriel García Márquez, qui réunit une ample distribution : les fidèles Gian Maria Volonté, Ornella Muti, Rupert Everett, Anthony Delon, Irène Papas et Lucia Bosè ; le film est tourné au Venezuela et en Colombie. Ce film défrayera la chronique au festival de Cannes 1987 et symbolisera l'affrontement de deux titres de presse français, d'un côté Positif qui a toujours montré un soutien indéfectible au cinéaste et à son style à travers la plume de Michel Ciment, de l'autre Gérard Lefort dans Libération qui titre le 9 mai 1987 « Chronique d'une merde annoncée » avec en sous-titre « Riche (comme les pâtes) en casting et en budget (12 millions de dollars), Chronique d'une mort annoncée de Francesco Rosi rend hommage à la célèbre pub Nescafé : images spéciales filtre, acteurs lyophilisés, arôme colombien. Café bouillu, café foutu ». Cet article provoque l'ire du président du jury Yves Montand et fera date dans l'histoire de la critique de par son agressivité.
En 1989, pour le documentaire collectif 12 registi per 12 città, créé à l'occasion de la Coupe du monde de football 1990, il tourne l'épisode Una certa idea di Napoli. Rosi tourne ensuite Oublier Palerme (1990), avec James Belushi, Mimi Rogers, Vittorio Gassman et Philippe Noiret. En 1996, après une longue absence, il revient sur la scène cinématographique avec La Trêve, adaptation du roman autobiographique de Primo Levi qui raconte son retour à Odessa, une fois libéré des camps de concentration nazis. Mettant en vedette John Turturro, le film est critiqué au festival de Cannes 1997 au nom de l’irreprésentabilité de la Shoah.

### Retour au théâtre
Dans les années 2000, Francesco Rosi revient au théâtre en mettant en scène une trilogie consacrée à Eduardo De Filippo pour la compagnie de Luca De Filippo. Concernant le grand succès de la mise en scène de Napoli milionaria! (2003), Luca avait déclaré à l'époque : « J'ai eu l'idée de lui demander de prendre cette direction un soir, il y a trois ans, lorsque le film adapté de la pièce a été projeté en hommage à Eduardo. J'ai pensé qu'il serait agréable de réunir un couple de grands Napolitains, mon père et Rosi, sur les thèmes abordés dans Napoli milionaria!. Deux hommes et deux artistes qui ont toujours travaillé à la lumière d'un militantisme civil et moral », suivi de Le voci di dentro (2006) et Filumena Marturano (2008) : « C'est comme si au théâtre je continuais le récit que j'ai tenu dans mes films ».

### Les dernières années

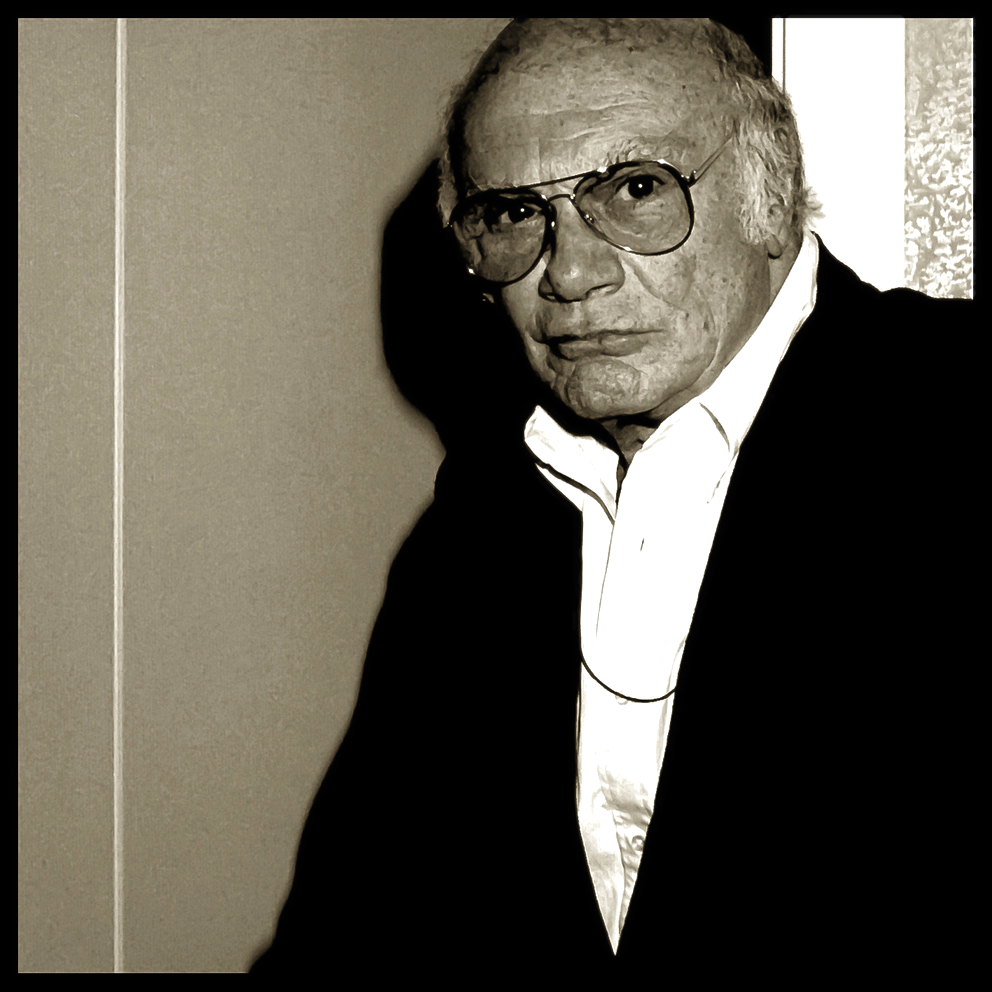
Francesco Rosi en 1995.

En 1996, Francesco Rosi a reçu un diplôme honorifique en littérature de l'université de Padoue. En 2001, il a reçu un diplôme honorifique en architecture de l'école polytechnique de Turin ; en 2005, pour le film Main basse sur la ville, il a reçu un diplôme honorifique en « planification urbaine et environnementale » de l'université méditerranéenne de Reggio de Calabre. Il est également titulaire d'un doctorat ès arts du Middlebury College aux États-Unis, et en sciences humaines de la Sorbonne, à Paris, attribuée en 2001.
En 2008, il a reçu l'Ours d'or pour l'ensemble de sa carrière à la Berlinale, en 2009 la Légion d'honneur, en 2010 l'Alabarda d'oro (it) pour l'ensemble de sa carrière et le 10 mai 2012, le conseil d'administration de la Biennale de Venise a approuvé à l'unanimité la proposition de son directeur, Alberto Barbera, de lui décerner le Lion d'or pour l'ensemble de sa carrière à l'occasion de la Mostra de Venise 2012. Le réalisateur continue à rassembler de la documentation et reprend certains projets nés dans les années 1960 et qui sont malheureusement restés en l'état : Bruto sur la vie et la mort de Jules César ; I 199 giorni del Che sur l'histoire de Che Guevara et surtout sur les conditions de vie des populations latino-américaines dans ces années-là. Il a également l'intention de réaliser un film sur la Révolution française du point de vue des Jacobins ainsi qu'un film sur Raul Gardini.
En 2014, il fait sa dernière apparition dans le documentaire sur le cinéma Born in the U.S.E. - Nato negli Stati Uniti d'Europa (it), coproduit par Renzo Rossellini et réalisé par Michele Diomà.
Rosi décède à Rome à l'âge de 92 ans le 10 janvier 2015. Une cérémonie laïque s'est déroulée à la Casa del Cinema de Rome en présence également du président Giorgio Napolitano. Raffaele La Capria se souvient qu'il a récité à cette occasion les vers de Mallarmé pour la mort d'Edgar Allan Poe (« Tel qu'en lui même enfin l'éternité le change »).

### Vie privée
Francesco Rosi a eu une fille, Francesca, née le 14 mars 1954 de sa première compagne, l'actrice Nora Ricci. Francesca est morte dans un accident de voiture alors qu'elle n'avait que quinze ans, le 18 janvier 1969, après que son père a perdu le contrôle du véhicule.
Le 18 janvier 1964, Rosi épouse Giancarla Mandelli, sœur de la créatrice de mode Krizia, qu'il a rencontrée lors du tournage de Profession Magliari, et qui sera à ses côtés pour le reste de sa vie : « Quand on aime une femme et qu'on a eu avec elle une relation aussi intense, non triviale, je veux dire que ça reste dans le cœur, ça reste partout ». Le 26 décembre 1965 naît sa fille Carolina, qui deviendra plus tard une actrice de cinéma, de théâtre et de télévision. Sa femme Giancarla Mandelli est décédée le matin du 8 avril 2010 des suites de graves brûlures subies lorsque la robe de chambre qu'elle portait a pris feu à cause d'une cigarette.

## Filmographie

### Réalisateur
Francesco Rosi coscénarise également la plupart de ses films.
- 1952 : Les Chemises rouges (Camicie Rosse) en collaboration avec Goffredo Alessandrini
- 1956 : Kean (Kean - Genio e sregolatezza) en collaboration avec Vittorio Gassman
- 1958 : Le Défi (La sfida)
- 1959 : Profession Magliari (I Magliari)
- 1961 : Salvatore Giuliano
- 1963 : Main basse sur la ville (Le mani sulla città)
- 1965 : Le Moment de la vérité (Il momento della verità)
- 1966 : La Belle et le Cavalier (C'era una volta)
- 1970 : Les Hommes contre (Uomini contro)
- 1971 : L'Affaire Mattei (Il caso Mattei)
- 1973 : Lucky Luciano
- 1975 : Cadavres exquis (Cadaveri eccelenti)
- 1979 : Le Christ s'est arrêté à Eboli (Cristo si è fermato a Eboli)
- 1981 : Trois Frères (Tre fratelli)
- 1984 : Carmen adaptation de l'opéra de Georges Bizet
- 1986 : Chronique d'une mort annoncée (Cronaca di una morte annunciata)
- 1989 : Oublier Palerme (Dimenticare Palermo)
- 1989 : Dodici registi per dodici città film collectif, segment Napoli
- 1993 : Naples revisitée (Diario napoletano)
- 1997 : La Trêve (La Tregua)

### Scénariste
- 1951 : Paris est toujours Paris (Parigi è sempre Parigi), de Luciano Emmer
- 1951 : Bellissima de Luchino Visconti
- 1952 : Les Coupables (Processo alla città) de Luigi Zampa
- 1955 : Cette folle jeunesse (Racconti romani) de Gianni Franciolini
- 1955 : Le Bigame (Il bigammo) de Luciano Emmer

### Assistant réalisateur
- 1948 : La terre tremble (La Terra trema) de Luchino Visconti
- 1950 : Dimanche d'août (Domenica d'Agosto) de Luciano Emmer
- 1954 : Senso de Luchino Visconti
- 1955 : Le Bigame (Il bigamo) de Luciano Emmer

### Acteur
- 1971 : L'Affaire Mattei (Il Caso Mattei) : lui-même
- 1999 : Luchino Visconti, la vie comme un roman (documentaire) : lui-même

## Distinctions

### Décorations
- Chevalier grand-croix de l'ordre du Mérite de la République italienne‎ (1995)[29]
- Officier de la Légion d'honneur (2009)[30]
- Médaille d'honneur de l'Académie de France à Rome (2009)

### Récompenses

#### Mostra de Venise
- 1958 : Grand prix du jury pour Le Défi
- 1963 : Lion d'or pour Main basse sur la ville
- 2012 : Lion d'or d'honneur

#### Festival de Cannes
- 1972 : grand prix pour L'Affaire Mattei

#### César
- 1985 : Nomination Meilleur réalisateur pour Carmen

#### Berlinale
- 2008 : Ours d'or d'honneur

#### Rencontres
- 2007 : Prix Henri-Langlois pour l'ensemble de sa carrière des Rencontres internationales du cinéma de patrimoine et de films restaurés de Vincennes

#### Hommage
En 2015, Paolo Sorrentino lui dédie un hommage dans son film Youth.

### Documentaire
- Les Écrivains italiens et l'Italie des écrivains : ombres et questions, documentaire en trois parties, Italiques, 1973-1974